# Léz'Arts Scéniques
 (avril 2025).
Motif : Pas de sources secondaires mentionnées
- Archive Wikiwix
- Bing
- Cairn
- DuckDuckGo
- E. Universalis
- Gallica
- Google
- G. Books
- G. News
- G. Scholar
- Persée
- Qwant
- (zh) Baidu
- (ru) Yandex
- (wd) trouver des œuvres sur Wikidata

| 1. | Préciser le motif de la pose du bandeau. | Précisez le motif de la pose du bandeau en utilisant la syntaxe suivante : {{admissibilité à vérifier\|date=avril 2025\|motif=remplacez ce texte par le motif}}                         |
| 2. | Informer les utilisateurs concernés.     | Pensez à avertir le créateur de l'article, par exemple, en insérant le code ci-dessous sur sa page de discussion : {{subst:avertissement admissibilité à vérifier\|Léz'Arts Scéniques}} |

 (avril 2024).
La mise en forme du texte ne suit pas les recommandations de Wikipédia : il faut le « wikifier ».
Les points d'amélioration suivants sont les cas les plus fréquents. Le détail des points à revoir est peut-être précisé sur la page de discussion.
- Les titres sont pré-formatés par le logiciel. Ils ne sont ni en capitales, ni en gras.
- Le texte ne doit pas être écrit en capitales (les noms de famille non plus), ni en gras, ni en italique, ni en « petit »…
- Le gras n'est utilisé que pour surligner le titre de l'article dans l'introduction, une seule fois.
- L'italique est rarement utilisé : mots en langue étrangère, titres d'œuvres, noms de bateaux, etc.
- Les citations ne sont pas en italique mais en corps de texte normal. Elles sont entourées par des guillemets français : « et ».
- Les listes à puces sont à éviter, des paragraphes rédigés étant largement préférés. Les tableaux sont à réserver à la présentation de données structurées (résultats, etc.).
- Les appels de note de bas de page (petits chiffres en exposant, introduits par l'outil «  Source ») sont à placer entre la fin de phrase et le point final[comme ça].
- Les liens internes (vers d'autres articles de Wikipédia) sont à choisir avec parcimonie. Créez des liens vers des articles approfondissant le sujet. Les termes génériques sans rapport avec le sujet sont à éviter, ainsi que les répétitions de liens vers un même terme.
- Les liens externes sont à placer uniquement dans une section « Liens externes », à la fin de l'article. Ces liens sont à choisir avec parcimonie suivant les règles définies. Si un lien sert de source à l'article, son insertion dans le texte est à faire par les notes de bas de page.
- La présentation des références doit suivre les conventions bibliographiques. Il est recommandé d'utiliser les modèles {{Ouvrage}}, {{Chapitre}}, {{Article}}, {{Lien web}} et/ou {{Bibliographie}}. Le mode d'édition visuel peut mettre en forme automatiquement les références.
- Insérer une infobox (cadre d'informations à droite) n'est pas obligatoire pour parachever la mise en page.

Pour une aide détaillée, merci de consulter Aide:Wikification.
Si vous pensez que ces points ont été résolus, vous pouvez retirer ce bandeau et améliorer la mise en forme d'un autre article.
Léz'arts Scéniques est un festival de musique organisé aux Tanzmatten de Sélestat (Bas-Rhin, France). Il a été créé en 2001 et est organisé par l'association Zone 51 et le CRMA (Centre de Ressources des Musiques Actuelles du Bas-Rhin sud).
L’association Zone 51, qui est la cheville ouvrière de ce festival consacré aux musiques actuelles depuis onze ans, ne reconduira pas cet événement en 2013.

## Édition 2001
Thème: le Brésil

## Édition 2002
Thème: L'Inde

## Édition 2003
Thème: Le Rwanda. Pour cette édition, l'association Survie-Alsace (faisant partie de la fédération Survie) a contribué à la thématique en organisant, entre autres, une conférence-débat "Ce qu'on ne vous dit pas sur le Rwanda", des plats rwandais, de la danse rwandaise ou encore table de presse avec une exposition artisanale.

## Édition 2004
Thème: Hiver 54, 50 ans après. La communauté Emmaüs de Scherwiller (Bas-Rhin, France) était présente pour cette édition. Avec le festival, elle a monté une exposition photo « Hiver 54 en images » (créée pour l’exposition « pauvre de nous » au musée de l’homme à Paris en février 2004).
Un clip vidéo à la suite du voyage de la communauté au Pérou était également présenté. Outre la thématique, c'est la première édition à s'étendre sur un weekend de trois jours (du vendredi au dimanche) au lieu de deux.

## Édition 2005
Thème: La cause Indienne

## Édition 2006
Thème: La biodiversité

## Édition 2007
Thème : Le Tibet

## Édition 2008
Thème:  150e anniversaire des relations Franco/Japonaises

## Édition 2009
Pas d'édition.

## Édition 2010 - Nouveau visage
Cette édition marque un tournant dans l'histoire du festival. Après avoir passé toute son existence en intérieur, la manifestation devient Open-Air.
Toujours sur le site des Tanzmatten, le festival gagne en place et, de ce fait, rajoute une scène. La scène principale, Main Stage, est désormais sous un chapiteau afin de prévoir un éventuel mauvais temps. La deuxième scène est appelée Stage 51 (en référence à l'association Zone 51) et est située en face de la première.

## Édition 2012
Le festival se produit les 27, 28 et 29 juillet 2012.